# مارسل دسپرت
مارسل دسپرت (فرانسوی: Marcel Desprets‎; ۱۹ اوت ۱۹۰۶ – ۱۲ مارس ۱۹۷۳)  شمشیرباز اهل فرانسه بود.
وی در مسابقات کشوری و بین‌المللی در مجموع برندهٔ ۱ مدال طلا شده‌است.